# Jan Oem
Jan Oem (1310-1390) was Heer van Olmen en Bokhoven. Zijn ouders waren Claes Oem van Arkel en  Elisabeth van Emminkhoven.
In 1365 kocht Jan Oem de heerlijkheid en gerecht van Bokhoven van zijn familielid Arent van Herlaer. Van Dirk van der Donck en Agnes van Ollem kocht hij in 1371 een hof in Rotem.
Jan Oem trouwde in 1350 met Margriet Nicolaasdochter van Olmen. Het stel kreeg 5 kinderen:
- Jan van Bokhoven
- Lijsbeth
- Margriet
- Aleit
- Robrecht van Bokhoven

In 1377 hertrouwde hij met Beele van Geldrop. Ze kregen vier kinderen:
- Claes
- Jan
- Marten, heer van Bokhoven
- Claes, heer van Bokhoven